# Bruno Vale
Bruno Vale (Rijeka, Hrvatska, ondašnja Austro-Ugarska, 10. srpnja 1911. - ?) je bio hrvatski nogometaš.
Igrao je na sredini terena.

## Igračka karijera
Najviše je igrao za "Pro Goriziu", ukupno 5 sezona. 
Jednu sezonu je igrao za "Alessandriu", bez značajnog traga.

Jednu sezonu (Serie A 1938/39.), igrao je za "Ambrosianu". Nastupio je u 17 prvenstvenih susreta, postigavši dva pogotka. Iste godine je uspio osvojiti talijanski kup. 

Za "Veneziu"  i "Novaru" je odigrao po dvije sezone, a za "Bresciu" i "Reggianu" po jednu.